# Boys Will Be Boyz
Boys Will Be Boyz é o quarto álbum de estúdio da banda Newsboys, lançado em 1991.
| Críticas profissionais                                                      | Críticas profissionais |
| Avaliações da crítica                                                       | Avaliações da crítica  |
| Fonte                                                                       | Avaliação              |
| --------------------------------------------------------------------------- | ---------------------- |
| Jesus Freak Hideout                                                         | [ 3 ]                  |
| Esta tabela precisa de ser acompanhada por texto em prosa. Consulte o guia. |                        |

## Faixas
1. "Kingdom Man" - 3:06
2. "You and Me" - 3:15
3. "One Heart" - 4:41
4. "Turn" - 3:28
5. "Precious Love" 5:45
6. "Taste and See" - 3:02
7. "Not Stand Silent" - 2:30
8. "Sing Aloud" - 3:07
9. "Stay with Me" - 5:19
10. "Israel" - 2:52
11. "Taste and See" (Remix) - 3:28

## Créditos
- John James - Vocal
- Peter Furler - Bateria, vocal
- Corey Pryor - Teclados
- Sean Taylor - Baixo, vocal
- Vernon Bishop - Guitarra, vocal